# 문수사 풍담대사 부도 및 비
문수사 풍담대사 부도 및 비(文殊寺 楓潭大師 浮屠 및 碑)는 대한민국 경기도 김포시 월곶면 성동리에 있는, 조선시대의 고승 풍담대사 의심(義諶:1592~1665)의 묘탑과 그 탑비이다. 1979년 9월 3일 경기도의 유형문화재 제91호로 지정되었다.

## 개요
조선시대의 고승 풍담대사 의심(義諶:1592~1665)의 묘탑과 그 탑비이다. 문수사 뒷편의 문수산 정상 가까이에 자리하고 있다.
탑은 통일신라 이후 많이 사용된 팔각원당형(八角圓堂形)으로, 방형(方形)의 지대석 위에 8각의 기단부를 얹고, 그 위에 탑신, 옥개석 순으로 배치하였다. 하대석의 각 측면에는 안상(眼象)문을 새기고 윗단은 연꽃무늬를 둘렀다. 8각형의 옥개석은 뾰족하고 급하게 경사를 이루고 있으며 꼭대기에는 복발(覆鉢:스님들의 밥그릇인 바리때를 엎어 놓은 모양)과 보륜(寶輪:탑의 상륜부에 있는 바퀴모양의 금속 장식), 보주(寶珠:탑의 상륜부에 있는 구슬모양의 장식)가 놓여 있다.
비는 네모난 받침돌 위로 비몸이 꽂혀 있으며, 그 위의 머릿돌은 비몸과 한 돌로 이루어져 있다. 비몸 윗부분에는 ‘풍담대사비’라 새기고, 그 아래로 대사의 생애와 행적을 기록하였다. 머릿돌에는 구름무늬가 촘촘히 박혀 있어서 마치 여러 송이의 꽃을 보는 듯 하다.
비문의 기록을 통해 풍담대사가 금강산에서 입적한 뒤 현종9년(1668)에 비를 세웠음을 알 수 있는데, 사리탑 역시 이 때에 함께 세웠을 것으로 보인다.

## 현지 안내문

### 한글 설명
문수사풍담대사부도 및 비
文殊寺楓潭大師 浮屠 및 碑
경기도 유형문화재 제91호
문수사 풍담대사 부도 및 비는 조선 시대의 고승 풍담대사 의심(義諶)의 부도와 비이다. 부도는 통일 신라 이후 많이 사용된 팔각원당형(八角圓堂形)으로, 방형(方形)의 지대석 위에 8각의 기단부를 얹고, 그 위에 탑신, 옥개석 순으로 배치하였다. 하대석의 각 측면에는 안상(眼象)문을 새기고 윗단은 연꽃무늬를 둘렀다. 8각형의 옥개석은 뾰족하고 급하게 경사를 이루고 있으며 꼭대기에는 복발1)과 보륜2), 보주3)가 놓여 있다. 비는 네모난 받침돌 위로 비몸이 꽂혀 있으며, 그 위의 머릿돌은 비몸과 한 돌로 이루어져 있다. 비몸 윗부분에는 ‘풍담대사비’라 새기고, 그 아래로 대사의 생애와 행적을 기록하였다. 머릿돌에는 구름무늬가 촘촘히 박혀 있어서 마치 여러 송이의 꽃을 보는 듯하다.
풍담대사는 선조 25년(1592)에 태어나 현종 6년(1665)에 입적한 승려이다. 14세에 묘향산의 성순(性淳) 스님에게 출가하여 원각과 화엄을 공부하였으며, 서산대사의 제자인 언기 스님의 수제자가 되었다.
1) 복발(覆鉢): 스님들의 밥그릇인 바리때를 엎어 놓은 모양

2) 보륜(寶輪): 탑의 상륜부에 있는 바퀴 모양의 금속 장식

3) 보주(寶珠): 탑의 상륜부에 있는 구슬 모양의 장식

### 영문 설명
Stupa and Stele of Buddhist Monk Pungdam at Munsusa Temple
Gyeonggi-do Tangible Cultural Heritage No. 91
This is a stupa and stele of Pungdam (1592-1665), a Buddhist monk of the Joseon period (1392-1910). After a monk’s death, a stupa and a stele were erected in his honor. A stupa is a structure containing the relics or remains of an eminent monk, and a stele is a monument recording his life and achievements.
Pungdam, born in Gimpo, became a monk when he was 14 years old and taught his students in a temple in Geumgangsan Mountain. Carrying on the work of his late teacher, Eongi (1581-1644), he examined annotations of more than 100 books of Buddhist scriptures and corrected errors in them.
His stupa is composed of a square platform, an octagonal base, a spherical body, a roof stone, and a decorative top. The body and the capstone of the stele are carved from a single piece of stone, and the capstone is exquisitely carved with cloud designs.

## 참고 문헌
- 문수사풍담대사부도및비 - 국가유산청 국가유산포털